# Komisja mandatowa
Komisja mandatowa – grupa osób, których zadaniem jest sprawdzenie prawomocności uchwał podejmowanych na wszelkiego rodzaju zgromadzeniach, np. na zgromadzeniu wspólników spółki z ograniczoną odpowiedzialnością, zgromadzeniu akcjonariuszy spółki akcyjnej, walnym zgromadzeniu spółdzielni.
Komisja mandatowa powinna:
- sprawdzić uprawnienia uczestników zgromadzenia (tzn. np. ich personalia, o ile nie są jej znani osobiście), a także uprawnienia pełnomocników, jeśli uczestnicy mieli prawo ich wyznaczyć i z tego prawa skorzystali;
- sprawdzić listę obecności pod kątem jej zgodności z wykazem uprawnionych do uczestnictwa w zgromadzeniu;
- na podstawie listy obecności obliczyć, ile osób (bądź - jeśli w zgromadzeniu ważne jest inne kryterium, niż liczba osób, np. liczba posiadanych udziałów lub akcji - ile udziałów lub akcji) obecnych lub reprezentowanych jest na zgromadzeniu;
- sprawdzić prawidłowość wydania uczestnikom mandatów do głosowania i kart do głosowania;
- przed każdym głosowaniem sprawdzać, czy na sali jest quorum wymagane dla ważności uchwał;
- stwierdzać zdolność zgromadzenia do podejmowania uchwał na początku każdego dnia obrad, po każdej przerwie zarządzonej przez przewodniczącego zgromadzenia oraz na każde polecenie tego przewodniczącego.